# Parafia Wniebowzięcia Najświętszej Maryi Panny w Krakowie (polskokatolicka)
Parafia Wniebowzięcia Najświętszej Maryi Panny w Krakowie – jedna z dwóch krakowskich parafii Kościoła Polskokatolickiego w RP, położona w dekanacie krakowskim diecezji krakowsko-częstochowskiej. Nabożeństwa w kaplicy parafialnej sprawowane są w każdą niedzielę i święto o 10.00 i w środę o godz. 18.00.

## Historia
Parafię Wniebowzięcia Najświętszej Maryi Panny w Krakowie powstała w 1962. Jej pierwsza siedziba znajdowała się przy ul. Mikołaja Kopernika 14. Od 1993 parafia znajduje się przy ul. Macieja Miechowity 19. W Krakowie przy ul. Józefa Friedleina 8 znajduje się druga parafia polskokatolicka pw. Wniebowstąpienia Pańskiego w Krakowie.

## Zobacz też

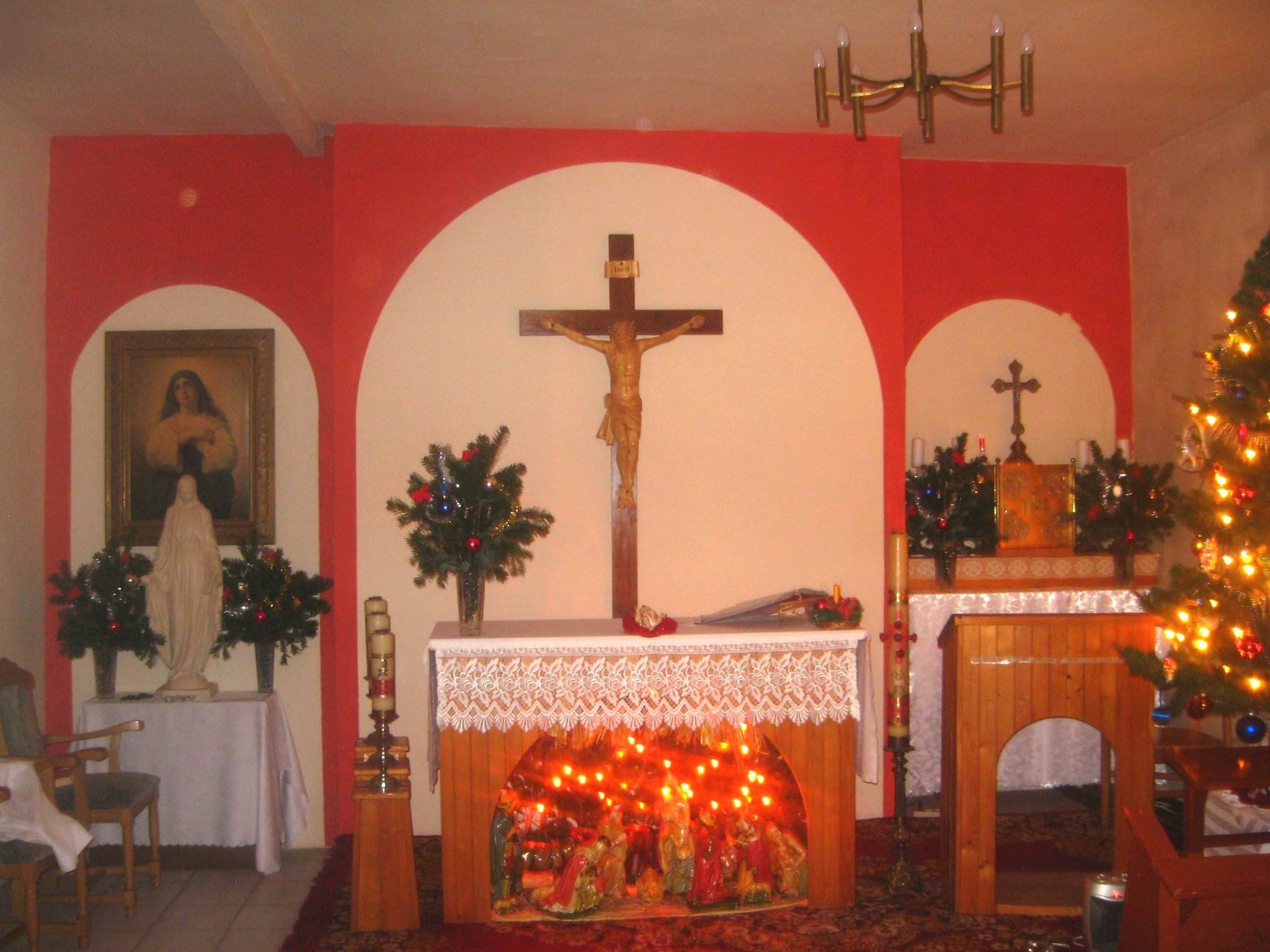
Prezbiterium i ołtarz w kaplicy parafialnej